# ジャンヌ・バレ

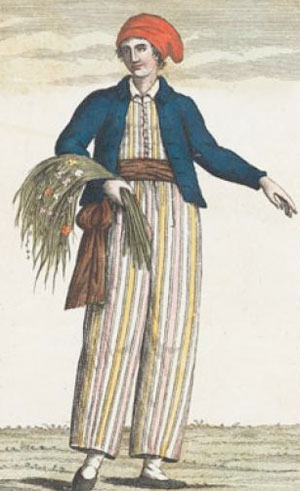
没後描かれた当時の水兵服を着たイメージ画

ジャンヌ・バレ（Jeanne Baret、または Baré もしくは Barret、1740年7月27日 – 1807年8月5日）は、1768年のルイ・アントワーヌ・ド・ブーガンヴィルの世界一周探検航海に、男性と偽って乗船したフランスの女性である。世界一周航海をした最初の女性とされる。

## 生涯
ブルゴーニュ地域圏のLa Comelleで日雇い労働者の娘に生まれた。生涯についての記録は少なく、女性であったことが露見した後のブーガンヴィルへの証言では、孤児で、訴訟で財産を失ったとされるが、バレを乗船させることに協力したフィリベール・コメルソンをかばうための作り話であった可能性もある。文盲でなく、ある程度の教育を受けていたと考えられることから、伝記作家の一人、Glynis Ridleyは彼女の出自はより階級の高いユグノー教徒を母親に持つと推定している。John Dunmoreも地方の牧師から教育を受けたとしている。
コメルソンが結婚した1760年から1764年の間のいつかから、La Comelleに近いToulon-sur-Arrouxにあるコメルソンの家の女中に雇われた。コメルソンの妻は1762年の出産で没した。コメルソンの妻の死の後、バレが家事を仕切ったと考えられる。1764年にバレは婚外子をもうけたが、父親がコメルソンであった可能性は極めて高いとされている。
コメルソンがパリに移った時にバレも同行し、女中を続けた。1764年に生まれた子供は養母にあずけられたが1765年に死亡した。フランス科学アカデミーから、コメルソンがブーガンヴィルの世界一周探検航海の博物学者に任じられると健康に不安にあったコメルソンは、看護人および身の回りの面倒と、採集した資料の整理の行う人間が必要だった。官費で従者を雇うことはできたが、女性の乗船は許されていなかったので、バレは男装して、乗船することにして、知り合いであることを隠すため、出発の寸前に雇われることにした。コメルソンはバレの乗船に加担することを隠す目的であったのか、バレにパリの住居の家具と一括払いの賃金を贈る公的な書類を残した。
1766年12月末にコメルソンとバレの乗ったエトワール号は出航し、博物学者のコメルソンは多くの調査用の機材を積み込んだので、船長は広い船室をコメルソンとその「助手」のために与えており、船長用のトイレを使うことができたので、他の船員に疑われることはなかった。
モンテビデオに達するまでは植物学者に仕事はなかったので、バレは船酔いと足にできる潰瘍に悩まされたコメルソンの看護を行い、モンテビデオで、近くの植物を採集した。コメルソンは足に問題があり、機材や標本の運搬といった肉体労働はバレが行った模様である。リオデジャネイロでは船の牧師が上陸直後に殺されたので、コメルソンらは公式には船に残っていたが、後にブーゲンビレアと命名される植物の採集を行った。船は再びモンテビデオに戻り、マゼラン海峡を越えるための風待ちをする間にパタゴニアの植物採集を行い、バレは肉体労働だけでなく採集した植物の整理の仕事も行った。船は太平洋に入り、バレが女性であることが露見することになったが、そのいきさつも記録を残した人物によって様々であるが、ブーガンヴィルの記録によれば、女性であるという噂は早い時期からあったが、タヒチに上陸した後、原住民に囲まれ、船に戻らなければならなくなった時にはっきりしたとされる。食料の不足のためオランダ領インドネシアで補給した後、モーリシャス（当時フランス領）で停泊した時、コメルソンの知り合いで植物学者のピエール・ポワブル（Pierre Poivre）が植民地の監督官をしており、コメルソンとバレはポワブルの客として残ることになった。ブーガンヴィルも、女性を船に乗せている状態が解消されるのを歓迎した。モーリシャスでも、コメルソンの看護と世話を行い、マダガスカル、ブルボン島の採取旅行にも参加した。コメルソンは1773年に病死した。ポワブルはパリに帰っており、バレは居酒屋で働いて暮らしをたてた。1774年5月17日に帰国途中のフランス陸軍の下士官ジャン・ドゥベルナ（Jean Dubernat）と結婚し、1775年頃にフランスに戻った。これによりバレはブーガンヴィルの本隊から6年遅れて最初に世界一周をした女性となった。1776年4月にコメルソンの遺言の遺産を受け取り、その資金で夫の故郷で鍛冶屋を開き暮らした。
1785年からブーガンヴィルの世界一周航海でコメルソンを助けて働いた功績に対して年200ルーブルの年金が与えられることになった。1807年8月5日に67歳で没した。

## 採取活動
上述の通りバレはコメルソンと共に植物の採取活動を行ったが、その時期は1766年から1769年にかけてで、対象地域は現在のアルゼンチン、ウルグアイ、ブラジル、フランス領ポリネシア、インドネシア、マダガスカル、モーリシャス、レユニオン島であった。